# Caridina simoni
Caridina simoni е вид десетоного от семейство Atyidae. Видът не е застрашен от изчезване.

## Разпространение и местообитание
Разпространен е в Индия (Тамил Наду) и Шри Ланка.
Обитава сладководни басейни, реки и потоци.

## Описание
Популацията на вида е стабилна.